# Markthalle (Villebois-Lavalette)

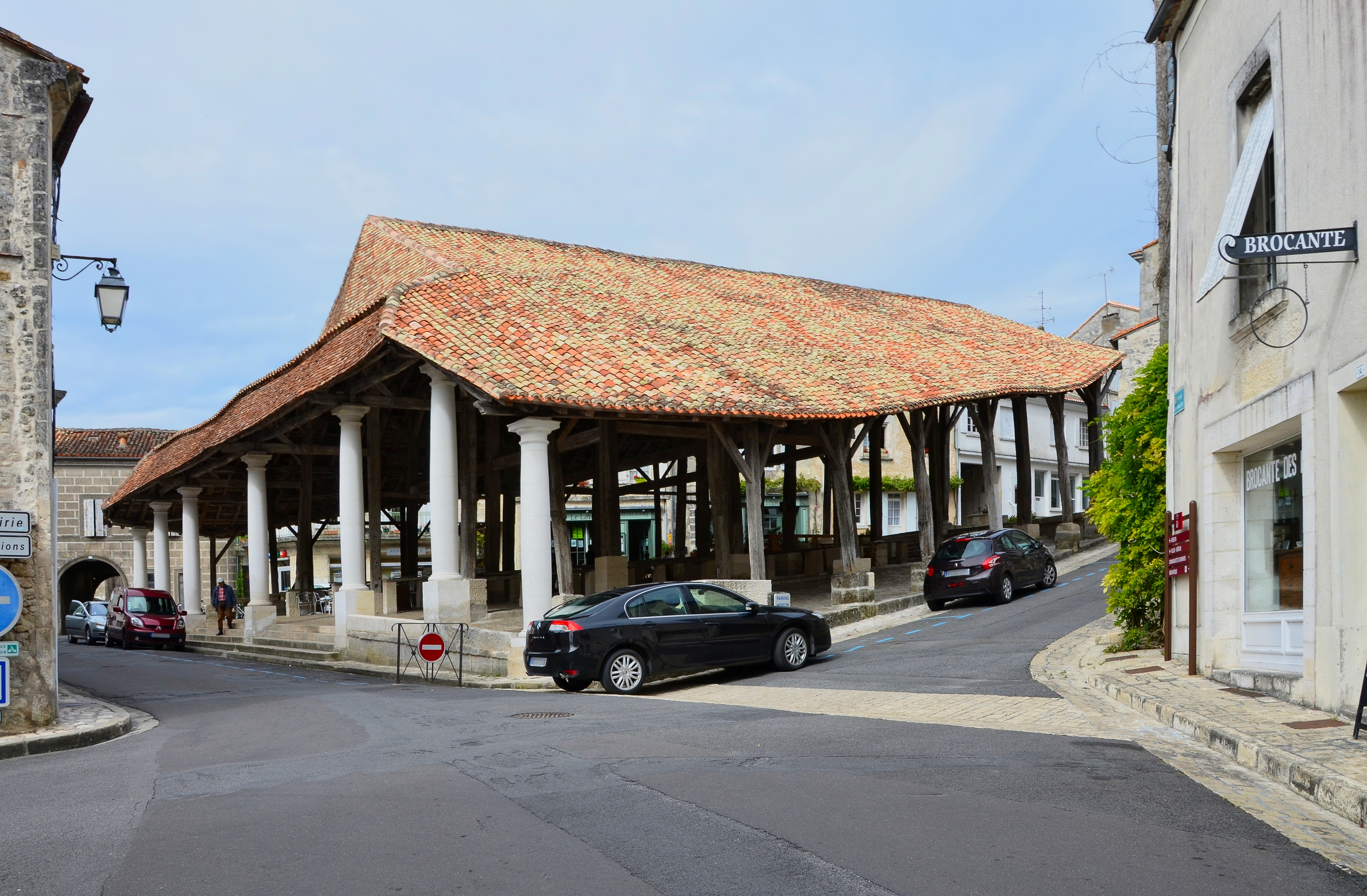
Markthalle in Villebois-Lavalette

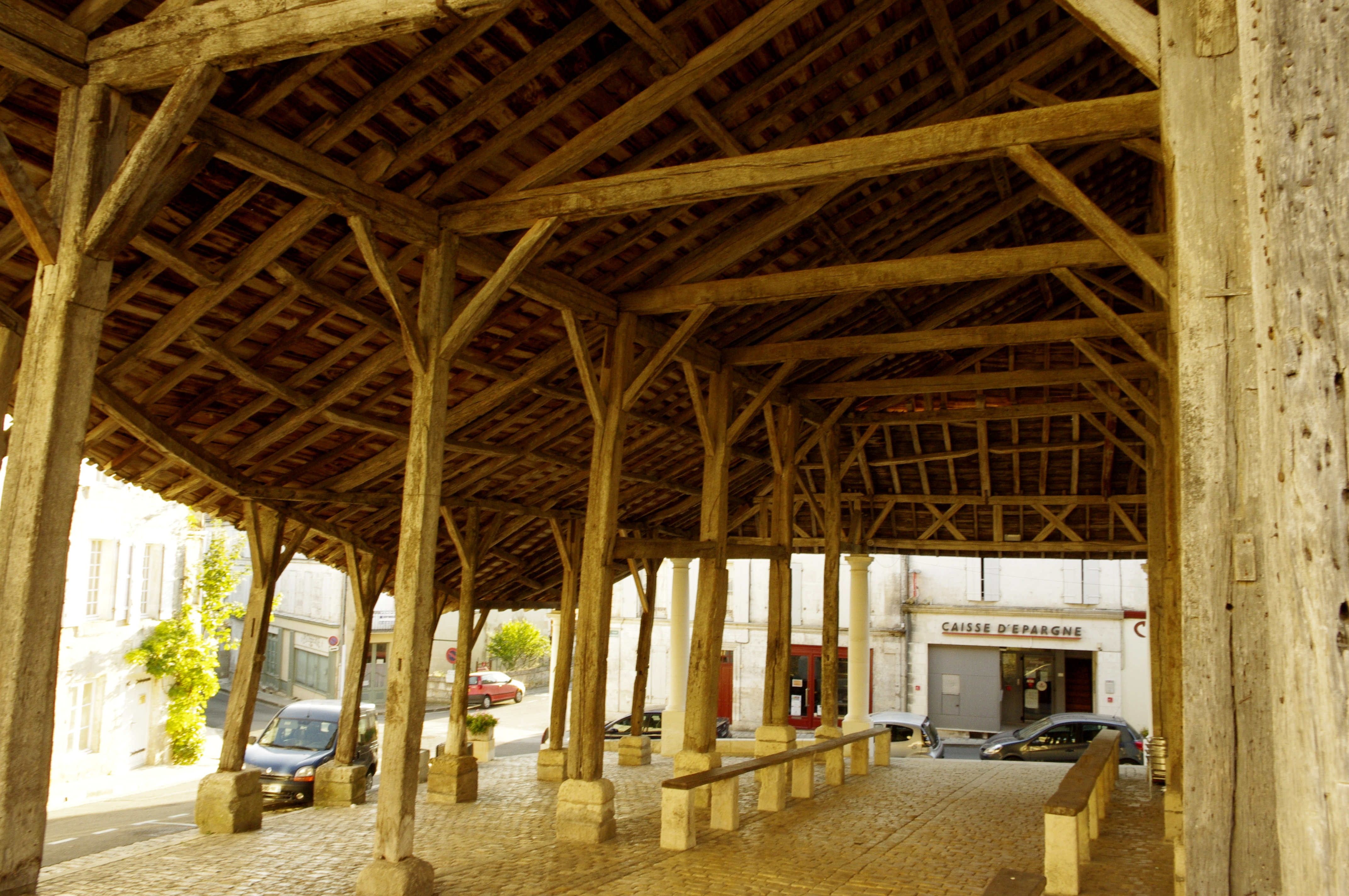
Innenansicht

Die Markthalle in Villebois-Lavalette, einer französischen Gemeinde im Département Charente in der Region Nouvelle-Aquitaine, wurde in der zweiten Hälfte des 18. Jahrhunderts errichtet. Die Markthalle steht seit 1948 als Monument historique auf der Liste der Baudenkmäler in Frankreich.
Die an allen Seiten offene Markthalle besteht aus einer Holzkonstruktion mit steinernen und hölzernen Stützen. Das Walmdach ist mit Ziegeln gedeckt.